# Schizaphis holci
Schizaphis holci är en insektsart. Schizaphis holci ingår i släktet Schizaphis och familjen långrörsbladlöss. Inga underarter finns listade i Catalogue of Life.